# Aperileptus impurus
Aperileptus impurus là một loài tò vò trong họ Ichneumonidae.